# Кактовікські цифри

20 цифр інупіатів

Цифри інупіатів (Kaktovik Inñupiaq) — самобутні графічні символи для позначення від «0» до «19» у двадцятковій системі числення із п'ятірковою підосновою, якими можна виразити будь-яке дійсне число. Створені інупіатами Аляски у 1990-х. Аляско-інуїтська мова інупіак має давню систему числення з двадцятковою основою, як і інші ескімосько-алеутські мови Аляски, Канади. Арабські цифри для десяткової системи лічби не підходять для інупіакської та інших інуїтських мов, тож у 1994 році студенти в Кактовіку, штат Аляска, винайшли цифровий запис із 20 символів, який згодом поширився серед інупіатів Аляски. Більші числа складаються з цих цифр у позиційному записі: двадцять — одиниця та оник, сорок — двійка та оник, чотириста — одиниця і два оники, вісімсот — двійка і два оники… 

## П'ятіркова підоснова системи лічби
Цифри Kaktovik графічно відображають лексичну структуру системи числення інупіатів. Наприклад, число сім називається tallimat malġuk («п'ять-два»), а цифра «сім» — верхня риска (п'ять), з'єднана з двома нижніми рисками (два): 𝋇. Подібним чином дванадцять і сімнадцять називаються qulit malġuk («десять-два») і akimiaq malġuk («п'ятнадцять-два»). Цифри «дванадцять» і «сімнадцять» — два та три верхні штрихи, з'єднані з двома нижніми:
𝋌, 𝋑
.

## Вимоги до зображень цифр
Учні і студенти поставили собі завдання створити символи, легкі для запам'ятовування. Цифри мусіли бути іконічними, повинен відчуватися чіткий зв'язок між символами та їхніми значеннями. Вони мають бути простими для написання, не відриваючи олівця від паперу. Мусять зовсім відрізнятися від арабських цифр, щоб не було плутанини між позначеннями в двох системах числення — двадцятковій і десятковій. Студенти вирішили, що цифра «0» має виглядати як схрещені руки. Створили символічне позначення з п'ятірковою підосновою.

## Рахівниця

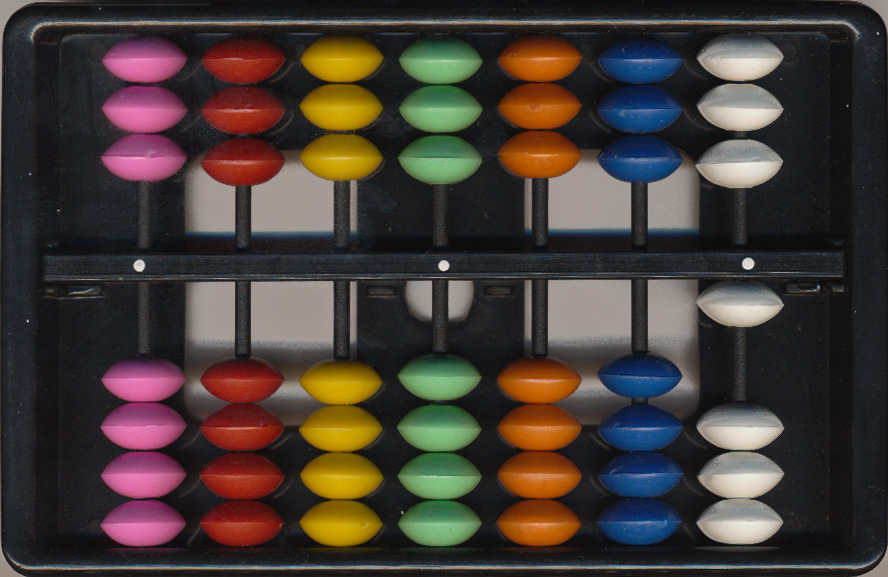
Рахівниця інуп'ятів для двадцяткової системи числення

У шкільній майстерні учні створили рахівниці для обчислень у двадцятковій системі. Верхня частина їх рахівниці має по три намистини в кожному стовпчику для значень п'ятіркової підоснови, а нижня — по чотири намистини в кожному стовпчику для решти одиниць. 

## Значення символів
Порівняння запису десяткових чисел з інуп'ятськими символами, використовуваними у двадцятковій системі числення.
| n  | n×203         | n×202     | n×201  | n×200 | n×20−1   | n×20−2      | n×20−3         |
| -- | ------------- | --------- | ------ | ----- | -------- | ----------- | -------------- |
| 1  | 𝋁,𝋀𝋀𝋀 8,000   | 𝋁𝋀𝋀 400   | 𝋁𝋀 20  | 𝋁 1   | 𝋀.𝋁 0.05 | 𝋀.𝋀𝋁 0.0025 | 𝋀.𝋀𝋀𝋁 0.000125 |
| 2  | 𝋂,𝋀𝋀𝋀 16,000  | 𝋂𝋀𝋀 800   | 𝋂𝋀 40  | 𝋂 2   | 𝋀.𝋂 0.1  | 𝋀.𝋀𝋂 0.005  | 𝋀.𝋀𝋀𝋂 0.00025  |
| 3  | 𝋃,𝋀𝋀𝋀 24,000  | 𝋃𝋀𝋀 1,200 | 𝋃𝋀 60  | 𝋃 3   | 𝋀.𝋃 0.15 | 𝋀.𝋀𝋃 0.0075 | 𝋀.𝋀𝋀𝋃 0.000375 |
| 4  | 𝋄,𝋀𝋀𝋀 32,000  | 𝋄𝋀𝋀 1,600 | 𝋄𝋀 80  | 𝋄 4   | 𝋀.𝋄 0.2  | 𝋀.𝋀𝋄 0.01   | 𝋀.𝋀𝋀𝋄 0.0005   |
| 5  | 𝋅,𝋀𝋀𝋀 40,000  | 𝋅𝋀𝋀 2,000 | 𝋅𝋀 100 | 𝋅 5   | 𝋀.𝋅 0.25 | 𝋀.𝋀𝋅 0.0125 | 𝋀.𝋀𝋀𝋅 0.000625 |
| 6  | 𝋆,𝋀𝋀𝋀 48,000  | 𝋆𝋀𝋀 2,400 | 𝋆𝋀 120 | 𝋆 6   | 𝋀.𝋆 0.3  | 𝋀.𝋀𝋆 0.015  | 𝋀.𝋀𝋀𝋆 0.00075  |
| 7  | 𝋇,𝋀𝋀𝋀 56,000  | 𝋇𝋀𝋀 2,800 | 𝋇𝋀 140 | 𝋇 7   | 𝋀.𝋇 0.35 | 𝋀.𝋀𝋇 0.0175 | 𝋀.𝋀𝋀𝋇 0.000875 |
| 8  | 𝋈,𝋀𝋀𝋀 64,000  | 𝋈𝋀𝋀 3,200 | 𝋈𝋀 160 | 𝋈 8   | 𝋀.𝋈 0.4  | 𝋀.𝋀𝋈 0.02   | 𝋀.𝋀𝋀𝋈 0.001    |
| 9  | 𝋉,𝋀𝋀𝋀 72,000  | 𝋉𝋀𝋀 3,600 | 𝋉𝋀 180 | 𝋉 9   | 𝋀.𝋉 0.45 | 𝋀.𝋀𝋉 0.0225 | 𝋀.𝋀𝋀𝋉 0.001125 |
| 10 | 𝋊,𝋀𝋀𝋀 80,000  | 𝋊𝋀𝋀 4,000 | 𝋊𝋀 200 | 𝋊 10  | 𝋀.𝋊 0.5  | 𝋀.𝋀𝋊 0.025  | 𝋀.𝋀𝋀𝋊 0.00125  |
| 11 | 𝋋,𝋀𝋀𝋀 88,000  | 𝋋𝋀𝋀 4,400 | 𝋋𝋀 220 | 𝋋 11  | 𝋀.𝋋 0.55 | 𝋀.𝋀𝋋 0.0275 | 𝋀.𝋀𝋀𝋋 0.001375 |
| 12 | 𝋌,𝋀𝋀𝋀 96,000  | 𝋌𝋀𝋀 4,800 | 𝋌𝋀 240 | 𝋌 12  | 𝋀.𝋌 0.6  | 𝋀.𝋀𝋌 0.03   | 𝋀.𝋀𝋀𝋌 0.0015   |
| 13 | 𝋍,𝋀𝋀𝋀 104,000 | 𝋍𝋀𝋀 5,200 | 𝋍𝋀 260 | 𝋍 13  | 𝋀.𝋍 0.65 | 𝋀.𝋀𝋍 0.0325 | 𝋀.𝋀𝋀𝋍 0.001625 |
| 14 | 𝋎,𝋀𝋀𝋀 112,000 | 𝋎𝋀𝋀 5,600 | 𝋎𝋀 280 | 𝋎 14  | 𝋀.𝋎 0.7  | 𝋀.𝋀𝋎 0.035  | 𝋀.𝋀𝋀𝋎 0.00175  |
| 15 | 𝋏,𝋀𝋀𝋀 120,000 | 𝋏𝋀𝋀 6,000 | 𝋏𝋀 300 | 𝋏 15  | 𝋀.𝋏 0.75 | 𝋀.𝋀𝋏 0.0375 | 𝋀.𝋀𝋀𝋏 0.001875 |
| 16 | 𝋐,𝋀𝋀𝋀 128,000 | 𝋐𝋀𝋀 6,400 | 𝋐𝋀 320 | 𝋐 16  | 𝋀.𝋐 0.8  | 𝋀.𝋀𝋐 0.04   | 𝋀.𝋀𝋀𝋐 0.002    |
| 17 | 𝋑,𝋀𝋀𝋀 136,000 | 𝋑𝋀𝋀 6,800 | 𝋑𝋀 340 | 𝋑 17  | 𝋀.𝋑 0.85 | 𝋀.𝋀𝋑 0.0425 | 𝋀.𝋀𝋀𝋑 0.002125 |
| 18 | 𝋒,𝋀𝋀𝋀 144,000 | 𝋒𝋀𝋀 7,200 | 𝋒𝋀 360 | 𝋒 18  | 𝋀.𝋒 0.9  | 𝋀.𝋀𝋒 0.045  | 𝋀.𝋀𝋀𝋒 0.00225  |
| 19 | 𝋓,𝋀𝋀𝋀 152,000 | 𝋓𝋀𝋀 7,600 | 𝋓𝋀 380 | 𝋓 19  | 𝋀.𝋓 0.95 | 𝋀.𝋀𝋓 0.0475 | 𝋀.𝋀𝋀𝋓 0.002375 |

## Вигляд математичних дій

Ділення: 𝋃,𝋐𝋈𝋁 (30 561) ÷ 𝋃𝋁 (61) = 𝋁𝋅𝋁 (501) [у двадцятковій системі з використанням арабських цифр матиме вигляд: 03.16.08.01 ÷ 03.01 = 01.05.01]. Чорним 𝋃𝋁 показаний дільник: 61 (03.01). Результат виконаної дії (частка): 501 (01.05.01), справа зверху. Ділене 30 561 (03.16.08.01) - справа внизу

𝋎𝋉𝋍,𝋍𝋁𝋆 (46 349 226) ÷ 𝋇𝋁𝋆 (2 826) = 𝋂,𝋁𝋀𝋁 (16 401) [у двадцятковій системі лічби: 14.09.13.13.01.16÷07.01.06=02.01.00.01]. 𝋇𝋁𝋆 - 2 826 (07.01.06)

Нові цифри сподобалися учням на Алясці, арифметичні дії із ними видалися легшими, аніж з арабськими цифрами. Додавання двох цифр виглядатиме як їх домальовування. Наприклад,
2 + 2 = 4
𝋂 + 𝋂 = 𝋄
З відніманням було ще простіше: можна було просто подивитися на число і видалити відповідну кількість рисок, щоб отримати відповідь. Наприклад,
4 − 1 = 3
𝋄 − 𝋁 = 𝋃
Ще одна перевага виявилася при розподілі великого числа. Явно виражена п'ятіркова підоснова зробили складне ділення майже таким же легким, як і коротке ділення, оскільки воно не потребувало запису в підтаблицях для множення та віднімання проміжних кроків. Учні могли відслідковувати штрихи проміжних кроків кольоровими олівцями в розробленій системі поділу.
Спрощену таблицю множення можна скласти, спочатку знайшовши добутки кожної базової цифри, потім добутки основ і підоснов і, нарешті, добуток кожної підоснови:
| ×   | 𝋁 1 | 𝋂 2 | 𝋃 3 | 𝋄 4 |      | × | 𝋁 1 | 𝋂 2 | 𝋃 3 | 𝋄 4  |    | ×  | 𝋅 5 | 𝋊 10 | 𝋏 15 |
| 1 𝋁 | 𝋁   | 𝋂   | 𝋃   | 𝋄   | 5 𝋅  | 𝋅 | 𝋊   | 𝋏   | 𝋁𝋀  | 5 𝋅  | 𝋁𝋅 | 𝋂𝋊 | 𝋃𝋏  |      |      |
| 2 𝋂 | 𝋂   | 𝋄   | 𝋆   | 𝋈   | 10 𝋊 | 𝋊 | 𝋁𝋀  | 𝋁𝋊  | 𝋂𝋀  | 10 𝋊 | 𝋂𝋊 | 𝋅𝋀 | 𝋇𝋊  |      |      |
| 3 𝋃 | 𝋃   | 𝋆   | 𝋉   | 𝋌   | 15 𝋏 | 𝋏 | 𝋁𝋊  | 𝋂𝋅  | 𝋃𝋀  | 15 𝋏 | 𝋃𝋏 | 𝋇𝋊 | 𝋋𝋅  |      |      |
| 4 𝋄 | 𝋄   | 𝋈   | 𝋌   | 𝋐   |      |   |     |     |     |      |    |    |     |      |      |

## Див.також
Інупікські числівники